# Coupe du Maroc de football 1980-1981
 (avril 2024).
Si vous disposez d'ouvrages ou d'articles de référence ou si vous connaissez des sites web de qualité traitant du thème abordé ici, merci de compléter l'article en donnant les références utiles à sa vérifiabilité et en les liant à la section « Notes et références ».
Navigation
Édition précédente Édition suivante
La saison 1980-1981 de la Coupe du Trône est la vingt-cinquième édition de la compétition. 
Le Wydad Athletic Club remporte la coupe au détriment du CODM Meknès sur le score de 2-1 au cours d'une finale jouée dans le Complexe Sportif Moulay Abdallah à Rabat. Le Wydad Athletic Club remporte ainsi cette compétition pour la quatrième fois de son histoire.

## Déroulement

### Huitièmes de finale
| Équipe 1                     | Équipe 2               | Résultat |
| Wydad Athletic Club          | Chabab Mohammédia      | 1 - 0    |
| Maghreb de Fès               | Raja Club Athletic     | 1 - 0    |
| Mouloudia Club d'Oujda       | CODM Meknès            | 0 - 1    |
| Renaissance de Berkane       | Moghreb de Tetouan     | 0 - 1    |
| Fath Union Sport de Rabat    | Renaissance de Settat  | 0 - 1    |
| Jeunesse Kénitra             | Nejm Shabab Bidawi     | 0 - 2    |
| Difaâ d'El Jadida            | Tihad Safi             | 1 - 2    |
| Ittihad Riadi Fkih Ben Salah | Olympique de Khouribga | 4 - 2    |

### Quarts de finale
| Équipe 1            | Équipe 2                     | Résultat |
| Wydad Athletic Club | Renaissance de Settat        | 2 - 0    |
| CODM Meknès         | Moghreb de Tetouan           | 4 - 0    |
| Maghreb de Fès      | Ittihad Riadi Fkih Ben Salah | 1 - 2    |
| Nejm Shabab Bidawi  | Tihad Safi                   | 2 - 1    |

### Demi-finales
| Équipe 1            | Équipe 2                     | Résultat |
| Nejm Shabab Bidawi  | CODM Meknès                  | 0 - 1    |
| Wydad Athletic Club | Ittihad Riadi Fkih Ben Salah | 4 - 0    |

### Finale
La finale oppose les vainqueurs des demi-finales, le Wydad Athletic Club face au CODM Meknès, le 16 septembre 1981 au Complexe Sportif Moulay Abdallah à Rabat.
| Coupe du Trône : Finale 1981 | Wydad Athletic Club | 2 - 1 | CODM Meknès | Complexe Sportif Moulay Abdallah, Rabat |                             |
| 16 septembre 1981            |                     |       |             | Arbitrage : Mohamed Hajjane             | Arbitrage : Mohamed Hajjane |
| 16 septembre 1981            |                     |       |             | Arbitrage : Mohamed Hajjane             | Arbitrage : Mohamed Hajjane |